# Hlavačka
Hlavačka (902 m) – jeden z najdalej na wschód wysuniętych szczytów Wielkiej Fatry na Słowacji. Wznosi się w jej części zwanej  Szypską Fatrą. Ma 3 wierzchołki. Najwyższy, północny, w kierunku północno-wschodnim tworzy grzbiet ze szczytem Skalka (818 m). Od wierzchołka południowego odbiega na wschód krótki grzbiet ze szczytem Žiar (904 m), przez przełęcz pomiędzy tymi wierzchołkami biegnie jedyna droga łącząca wieś Komjatná ze światem. Północno-zachodnie stoki Hlavački opadają do doliny Lúčnego potoku, południowo-zachodnie do doliny dopływu potoku Likavka, południowo-zachodnie i południowe do doliny potoku Komjatná z zabudowaniami wsi Komjatná.
W masywie Hlavački wznoszą się 3 grupy wapiennych skał. Na zachodnich stokach szczytu 902 m są to skały Hlavačka. Na południowych, opadających do doliny potoku Komjatná stokach szczytu 860 m wysoko nad lasem wznoszą się Kostoly. Trzecia grupa skał to Rakytina. Znajdują się między szczytami 902 i 860 m, po zachodniej stronie drogi łączącej Komjatną z drogą krajową nr 59.
Południowo-wschodnimi stokami Hlavački i przez Kostoly poprowadzono ścieżkę dydaktyczną choroležecký chodník.

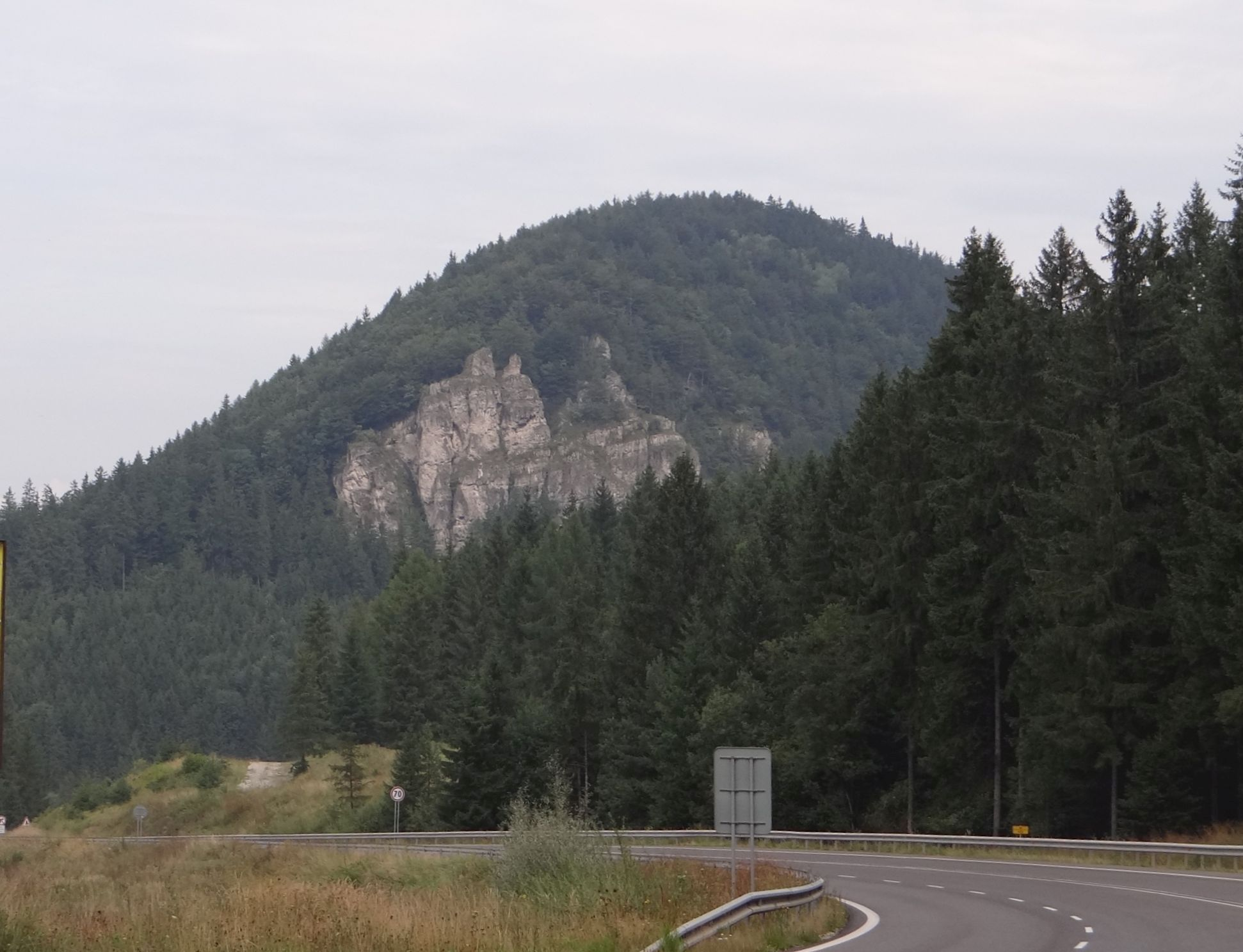
Hlavačka i Kostoly. Widok z Komjatnej